# Allegan (Míchigan)
Allegan es una ciudad situada en el condado homónimo, en Míchigan, Estados Unidos. Tiene una población estimada, a mediados de 2023, de 5162 habitantes.
Es la sede del condado.

## Geografía
La localidad está ubicada en las coordenadas 42°31′52″N 85°50′21″O / 42.53111, -85.83917 (42.531075, -85.839236). Según la Oficina del Censo, tiene una superficie total de 11.03 km², de los cuales 9.96 km² corresponden a tierra firme y 1.07 km² están cubiertos de agua.

## Demografía
Según la estimación 2019-2023, los ingresos medios de los hogares de la localidad son de $42,261 y los ingresos medios de las familias son de $52,685. Los ingresos per cápita en los últimos doce meses, medidos en dólares de 2023, son de $24,191. Alrededor del 15.1% de la población está por debajo de la línea de pobreza nacional.